# 卡斯特尔-施塔特
卡斯特尔-施塔特是德国莱茵兰-普法尔茨州的一个市镇。总面积5.26平方公里，总人口383人，其中男性193人，女性190人（2011年12月31日），人口密度73人/平方公里。